# 八仙

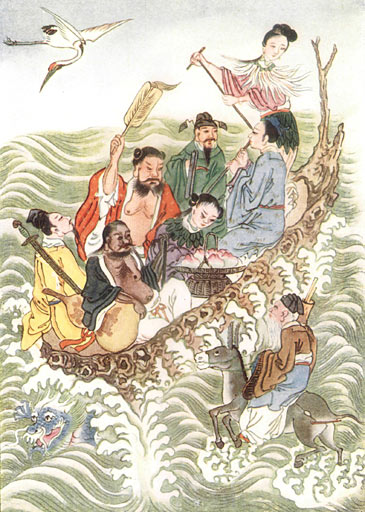
八仙过海繪圖，船尾開始算起：何仙姑、韓湘子、曹國舅、藍采和、漢鍾離、李鐵拐、呂洞賓。船外：張果老

八仙是道教中的八位神仙，分別代表男女老幼、貧賤富貴八種不同的人群，由於八仙均為凡人得道，所以個性與百姓較為接近，晚近為道教中相當重要的神仙代表， 台灣許多地方都有八仙宮，迎神賽會也都少不了八仙。他們手持的法器或寶物，也稱為「八寶」。一般的八仙說法是何仙姑、韓湘子、曹國舅、藍采和、漢鍾離、李鐵拐、呂洞賓、張果老。

## 八仙的由來
「八仙」一詞在中國歷史上的不同时期一直擁有不同的涵義，直到明朝吳元泰的《八仙出處東遊記》（一般稱為《東遊記》），才正式定型為呂洞賓、漢鍾離、李鐵拐、張果老、何仙姑、曹國舅、韓湘子及藍采和。八仙人物出處不一，時代不同。最初見於史籍且確有其人的，是初盛唐時道術之士張果老。
西漢淮南八仙，所指即助成西漢淮南王劉安著成《淮南子》的八公，淮南王好神仙丹藥，後世傳其為仙，淮南八仙之說可能附會此事而起。五代時道士作畫幅為蜀中八仙，所畫人物有容成公、李耳、董仲舒、張道陵、嚴君平、李八百、范長生、爾朱先生。
唐朝杜甫寫的《飲中八仙歌》，指的是李白、賀知章等八位能詩善飲的文人學士。今之所謂八仙，大約形成於元代，但人物不盡相同。
五代宋初，關於呂洞賓的仙話傳說，流傳甚盛，與道教內丹修煉法的傳播相煽助，兩宋之際即盛傳「鍾呂金丹道」。金元時全真教興起，為回應民間信仰及傳說以宣揚其教法，將鍾離權、呂洞賓等推為全真五祖，民間傳說、雜劇戲談等便與道教神仙相互演衍，八仙故事流傳益廣，內容益繁富。呂洞賓是八仙形成的核心人物，道教稱之為呂祖，是不分道派都尊崇的一位神仙，各地道觀，尤其全真道視之為祖師觀祭祀不輟。
現代道教的八仙緣起於唐宋時期，當時民間已有「八仙圖」，在元朝馬致遠的《岳陽樓》、范子安的《竹葉船》和穀子敬的《城南柳》等雜劇中，都有八仙的蹤跡，但是，成員經常變動。馬致遠的《呂洞賓三醉岳陽樓》中，並沒有何仙姑，取而代之的是徐神翁。在岳伯川《呂洞賓度李鐵拐岳》中，有張四郎卻沒有何仙姑。明《三寶太監西洋記演義》中的八仙，則以風僧壽、玄虛子取代張果老、何仙姑。劉海（或作劉海蟾）雖然現在不列在八仙當中，但在許多地區仍位於八仙之列。明《列仙全傳》用劉海頂替了張果老，在江西某些地區的「跳八仙」中，也有以劉海代替钟离权的。
南宋末年的李简易《玉溪子丹经指要》卷首载《混元仙派图》列举了内丹钟、吕一系的传承系谱，虽不可尽信，却不失为最早、最系统的内丹传承史料。按该图所列，第一代钟离权所传有吕洞宾、王老真人、陈朴等，其中吕洞宾最为著名。其中，钟离权、吕洞宾、曹国舅、李铁拐这四位道教人物都是後世“八仙”原型。
日本民間信仰也有類似的神明組合，稱為「七福神」，七福神中除了惠比須為日本固有神明之外，其餘皆為外來神明。大黑天、毘沙門天、辯財天傳自印度佛教，壽老人、福祿壽、布袋則傳自中國。

## 形象
八仙與道教，均來自人間，而且都有多采多姿的凡間故事，之後才得道，與一般神仙道貌岸然的形象截然不同，所以深受民眾喜愛，其中有將軍、皇親國戚、乞丐、道士等等，並非生而為仙，而且都有些缺點，例如漢鍾離袒胸露乳、呂洞賓個性輕佻、鐵拐李酗酒成性等等，但他們都是道家的仙人，常常在一起。
- 鍾離權（富）鍾離權的父親是個將領，從小就生長在富裕的家庭裡，鍾離權長大之後，練成了一身的好武藝；也因為父親的關係，使得他有在朝廷表現的機會。後來，更受到皇帝的重用當上了大將軍，被長官梁冀妒嫉，導致戰敗，於是隱居修道成仙。
- 呂洞賓（男）：道教八仙之一。呂洞賓，本名巖，中進士，為官一段時間，曾兩度擔任縣令，不久因厭官場生活，棄官入道，隱居山林。一次遊長安酒肆，遇正陽真人鍾離權，經過「十試」，鍾離權「授以金丹之道，因得道法」，終於成仙。
- 張果老（老）：鶴髮童顏，銀須飄拂，常倒騎一隻小毛驢。其原型為唐代方士張果。《明皇杂录》卷下：“张果者，隐于恒州条山。常往来汾晋间，时人传有长年秘术。……唐太宗、高宗屡征之不起，则天召之出山，佯死于妒女庙前。”
- 韓湘子（少）：是唐朝大文豪文學家韓愈的侄孙，愛吹笛子。道教音乐《天花引》，相传为韩湘子所作。《度韓公》一事當是韓湘開始神話的故事韩若云《韩仙传》载：韩湘，自少学道，吕洞宾度之登仙。 湘又欲度其叔愈。会愈宴集朋僚，湘赴宴，劝愈弃官学道，呈愈诗有“解造逡巡酒，能开顷刻花”等句， 愈斥为异端，不从。 湘 乃以径寸葫芦酌酒遍饮座客，又以火缶载莲，顷刻开花，花上有字成联云：“云横秦岭家何在？雪拥蓝关马不前。” 愈终不悟，乃别去。韩湘子形象当由《韩仙传》等书所载附会渲染而成。
- 李鐵拐（賤）：太上老君弟子李真人曾靈魂出竅到華山，以赴老君之約，李真人與徒弟相約，七日不見他甦醒，即可將他的身體火化，孰料徒弟欲歸家探望病急的老母，忍耐至第六日，即將李真人肉身火葬。第七日，李真人返回之後，僅見到自己的骨灰，靈魂無所依歸，於是借屍還魂，附上一餓死乞丐的屍身，蓬首垢面，坦腹跛足，並撐一根鐵杖，故此以後被稱為「鐵拐李」。
- 何仙姑（女）：其身世有多種說法。然多傳說為何氏女最被人信任，途遇仙人，賜仙桃或仙棗食之，成仙，不知飢餓。能預知禍福，善輕身飛行。一說乃呂洞賓弟子。
- 藍采和（貧）：唐開元天寶時人。夏服絮衫，冬臥冰雪，常於長安市唱踏踏歌，歌詞多神仙之意。有人孩童時見過他，及至年老再見，采和顏狀如故，後於酒樓乘醉騎鶴而去。元人以此逸事，撰雜劇漢鍾離度脫藍采和。
- 曹國舅（貴）：相傳為宋仁宗朝之大國舅，名佾，亦作景休。曹國舅是宋朝時曹太后的弟弟，他雖然身為皇親國戚，可是卻生性淡泊，不喜歡功名利祿。平日， 他除了處理日常的政事之外，空餘的時間，就是研究史學和人生哲學，對於人生的悲歡離合看得很淡，認為一切皆是因果循環的結果。可是，他的弟弟「小國舅」卻和他完全不同，因為欺壓善良被流放，曹國舅聽聞弟弟的慘況之後，立刻出家。

八仙也分別代表了男女老少、富貴貧賤。也因此，一般道教宮廟都有供奉八仙的地方，或是獨立設置八仙宮，而神明廟會也有八仙出現。
八仙也常出現在年畫、刺繡、瓷器、花燈及戲劇之中，相傳八仙也會定期赴西王母蟠桃會祝壽，所以「八仙祝壽」也成為民間藝術常見的祝壽題材。民間上演酬神戲曲時，也經常上演《醉八仙》或《太極圖》等所謂「扮仙戲」。

## 八仙八寶

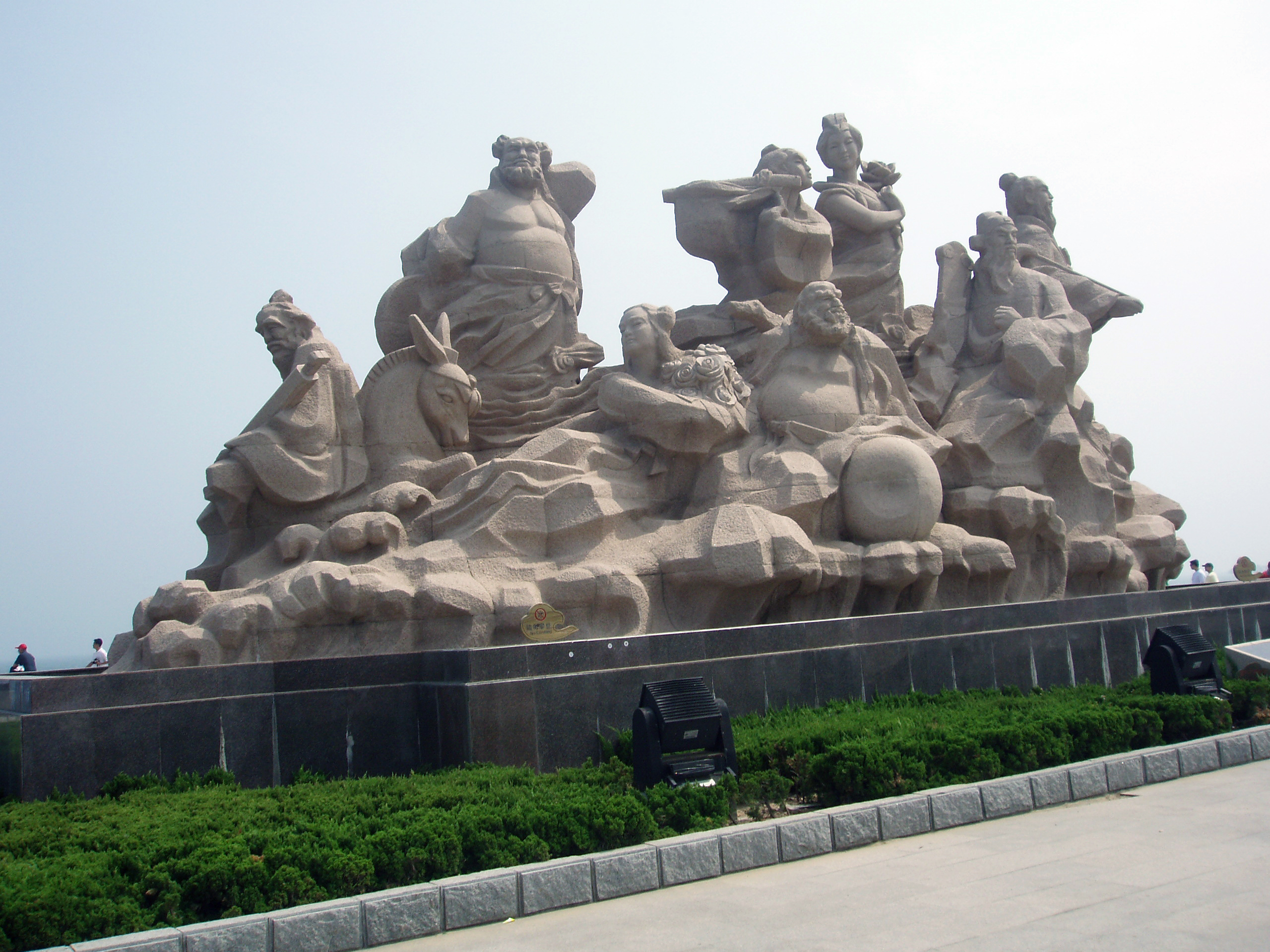
蓬莱阁的八仙过海雕塑

在傳統的繪畫、雕刻中，經常以八仙表示吉利，直接明示八仙八位尊神者，稱「明八仙」；以八仙之法器表示者，稱「暗八仙」。八仙每人都有一至二樣法器，普遍稱之為「八寶」，寓意均代表吉利，而且隨場景不同而變換，比較通俗的八寶為：
- 蒲扇，代表鍾離權
- 葫蘆，代表鐵拐李
- 花籃，代表藍采和
- 荷花，代表何仙姑
- 寶劍，代表呂洞賓
- 竹笛，代表韓湘子
- 魚鼓，代表張果老
- 玉板，代表曹國舅

## 八仙過海
相傳，八仙在蓬萊閣上聚會飲酒，酒至酣時，鐵拐李提議乘興到海上一遊。眾仙齊附，並定下規則，要各人憑自己道法渡海，不得乘舟。漢鍾離率先把大芭蕉扇往海裏一扔，坦胸露腹仰躺在扇子上，向遠處漂去。何仙姑將荷花往水中一拋，頓時紅光萬道，何仙姑佇立荷花之上，隨波漂遊。隨後，呂洞賓、張果老、曹國舅、李鐵拐、韓湘子、藍采和也紛紛將各自寶物拋入水中，借助寶物大顯神通，傲遊東海。這就是偈後語：「八仙過海，各顯神通」的由來。
八仙的舉動驚動了龍宮，東海龍王率蝦兵蟹將出海觀望，但言語間與八仙發生衝突，引起爭鬥，東海龍王乘八仙不備，將藍采和擒入龍宮。八仙大怒，各展神通，上前廝殺，腰斬兩個龍子，蝦兵蟹將抵擋不往，紛紛敗下海去，隱伏水底。八仙則在海上往來叫戰。東海龍王請來南海、北海、西海龍王，合力翻動五湖四海水，掀起狂濤巨浪，殺奔眾仙而來。危急時刻，曹國舅的玉板大顯神通，只見他懷抱玉板頭前開路，狂濤巨浪向兩邊退避，眾仙緊隨在後，安然無恙。四海龍王見狀，急忙調動四海兵將，準備決一死戰，正在這時，恰好觀音菩薩經過，喝住雙方，並出面調停，直至東海龍王釋放藍采和，雙方罷戰。八位仙人拜別觀音菩薩，各持寶物，踏波逐浪，遨遊而去。

## 相關影視作品
- 1976年大陸版上海電影製片廠京劇電影《八仙过海》
- 1985年香港版ATV電視劇《八仙过海》
- 1985年香港版TVB電視劇《杨家将》
- 1985年大陸版電影《八仙的传说》
- 1989年水木茂漫画改编动画《恶魔君》
- 1993年香港版電影《笑八仙》
- 1996年香港版TVB電視劇《西游记》
- 1998年新加坡版電視劇《东游记》
- 1998年香港版TVB電視劇《西遊記（貳）》
- 2003年香港版TVB電視劇《缱绻仙凡间》
- 2004年大陸版電視劇《笑八仙之素女的故事》
- 2006年大陸版電視劇《八仙传奇》
- 2008年大陸版電視劇《八仙全传》
- 2011年大陸版電視劇《碧波仙子》
- 2014年大陸版電視劇《劍俠》
- 2014年大陸版電視劇《蓬萊八仙》
- 2016年大陸版電視劇《仙班校园》
- 2018年大陸版電視劇《小戏骨：八仙过海》
- 2019年大陸版電影《東遊》

## 相關地名
- 八仙山
- 八仙嶺

## 外部連結
- 史上有3套“八仙”故事 八仙本与吕洞宾等无关
- 八仙过海的绘画（页面存档备份，存于）